# NGC 2389
NGC 2389 (również PGC 21109 lub UGC 3872) – galaktyka spiralna z poprzeczką (SBc), znajdująca się w gwiazdozbiorze Bliźniąt. Odkrył ją William Herschel 5 lutego 1788 roku.